# Saskatchewan Glacier
Saskatchewan Glacier er en gletsjer der ligger i Banff National Park, Alberta, Canada, omkring 120 km nordvest for byen Banff, og kan nås via Icefields Parkway. Saskatchewan Glacier er den største udløbende gletsjer fra Columbia Icefield, som ligger langs det kontinentale vandskel i Canadian Rockies. Gletsjeren er den primære source for North Saskatchewan River og regnes for dennes udspring. Gletsjeren er omkring 13 km lang, og dækker et areal på 30 km² og blev i 1960 målt til at være 400 meter tyk oger et stræk på 8 km. Mellem 1893 og 1953,har Saskatchewan Glacier trukket sig 1.364 meter, med et gennemsnit i årene mellem 1948 og 1953 på 55 meter pr år